# 榕溪桥
榕溪桥位于广西桂林市区榕湖上，与古榕双桥相临，桥型模仿赵州桥，桥长26米，单孔净跨径22米，桥宽9米。
南宋时，桂林人为纪念大诗人黄庭坚在榕湖建“榕溪阁”，桥临榕溪阁故得名。  

## 印象
为了点缀中国园林之精美的榕湖，设计师采用了中国经典的桥型--赵州桥。桥后靠大山，前部则十分宽阔，桥上由汗白玉石铺成，下由石块垒成，桥整体简洁，线条突出，由一种简单的美感。

## 前身
榕溪桥原址为一段壅塞内榕湖与榕湖之间的堤涵。